# 児嶋顕一郎
児嶋 顕一郎（こじま けんいちろう、1991年6月3日 - ）は東京都出身の日本のクラシック音楽のピアニスト、指揮者。

## 略歴
1991年東京生まれ。5歳でピアノを始める。茨城県立取手松陽高等学校音楽科で三輪万里に師事。卒業後に渡独、ステパン・シモニャンの元でハンブルク国立音楽演劇大学学士課程及び同大学修士課程を最優秀の成績で修了。また、エリソ・ヴィルサラーゼの招きでイタリアのフィエーゾレ音楽学校で研鑽を積んだ。2015年、右手の局所性ジストニア発症により右手の機能を失った際指揮者になる事を決意し、現在はグラーツ国立音楽大学指揮科でマルク・ピオレに師事。並行して左手のピアニストとして活動を開始。グラーツ在住。

## 活動

### 指揮者として
2024/25年のシーズンからドイツのノイブランデンブルク・フィルハーモニー管弦楽団及びノイシュトレリッツ州立歌劇場の第１カペルマイスター(第１専属指揮者)兼ヘッドコーチに就任。2024年ハンブルク国立歌劇場にて音楽総監督ケント・ナガノ氏の副指揮者を務める。同年英国王立ノーザン音楽大学主催の指揮者コンクールのファイナリストに選出される。2023年マルメ歌劇場の新演出による『ドン・ジョヴァンニ』を指揮、びわ湖ホール芸術監督阪哲郎氏の招きでモーツァルトの『コジ・ファン・トゥッテ』 を指揮、同ホール声楽アンサンブル及び大阪交響楽団と共演。2022年から2023年にかけてグラーツ歌劇場で音楽監督ローランド・クルティッヒ氏のアシスタントを務めた。グラーツ国立音楽大学にて『修道女アンジェリカ』、『魔笛』、『劇場支配人』、『美しきガラテア』、ピーター・マックスウェル・デイヴィスの『MR.EMMET TAKES A WALK』を指揮。  2021年から2023年まで吹奏楽団Grazer BläserVielharmoniEの常任指揮者。現代音楽の分野でも意欲的に活動しており、2022年にウンスク・チンのFantaisie Mécaniqueをブダペストにてハンガリー初演、ダヌビア・オーケストラを指揮した。2023年はアン・デア・ウィーン劇場にて指揮者としてクラングフォーラム・ウィーンと共にペーター・エトヴェシュのオペラ『黄金のドラゴン』のプロダクションに参加。そしてグラーツにてヘンリク・スナーデの新作オペラ『A Waiting』を急病の指揮者に代わって初演を直前に引き継ぎ指揮、新進気鋭の現代音楽アンサンブルSchallfeld Emsenbleと共演して好評を博す。これまでにハンブルク交響楽団、グラーツ・フィルハーモニー管弦楽団、ソンバトヘイ交響楽団、チェコ室内フィルハーモニー管弦楽団、モラヴィア・フィルハーモニー管弦楽団を指揮する。

### ピアニストとして
これまでに数々の国内外のコンクールに優勝・入賞を果たす。2012年ピアナーレ・ピアノアカデミー(フルダ/ドイプロフィールツ)にて第3位、2013年エリーゼ・マイヤーコンクール(ハンブルク/ドイツ)にて第3位、第5回仙台国際音楽 コンクールのセミファイナルにてパスカル・ヴェロ指揮、仙台フィルハーモニーとベートー ヴェンのピアノ協奏曲第1番を共演、聴衆賞を受賞。 
2015年、右手の局所性ジストニア発症により右手の機能を失った際、音楽家としての危機を迎える。一時は病気の克服を目指すも、リハビリは困難を極めた。失意のどん底の中、 左手のためのレパートリー開拓のための研究を始める。そして左手のためのレパートリーと共にその後もコンクールに挑戦する。いずれのコンクールで他の全参加が両手で演奏する中、ただ一人左手での演奏を行い、2017年に行われたICoM Piano Award(ハンブルク/ドイツ)に て第1位、2018年にリヴォルノ国際ピアノコ ンクールでは第1位・2つの特別賞を受賞、ベルリン国際音楽コンクールにて銀メダルを受賞、そしてマンハッタン国際音楽コンクールではグランプリと併せてManhattan Artistsによるマネージメント賞受賞を機にカーネギーホールでのデビューを果たす。また名誉審査員を務めたイーヴォ・ポゴレリッチよりポゴレリッチ賞を贈られた。2020年にビーゴ国際ピアノコンクール(ビーゴ/スペイン)にて審査員を務めたマルタ・アルゲリッチより審査員賞を授与される。また、オンラインで行われた国際音楽コンクール Music and Star Awards ではピアノ部門と映像作品部門（下記のショート・ドキュメンタリーで受賞）の２部門でグランプリを受賞、そしてクラヴィス・ピアノフェスティヴァルで第1位と国際音楽コンクールにて第1位と最優秀現代音楽演奏賞を受賞。ソリストとして日本、そしてドイツを中心とするヨーロッパの国々で演奏活動を行う。2019年『いしかわ・金沢 風と緑の楽都音楽祭』に出演、同年7月はカーネギーホールでのデビュー、そしてPuplinge International Music Festival (ジュネーブ/スイス)に招かれておりソロ・リサイタルを開催、これはスイスのRadio Télévision Suisse (RTS)によってライヴ収録された。2020年はリトアニアのカウナス・フィルハーモニーでのデビューを果たした。2021年には『いしかわ・金沢 風と緑の楽都音楽祭』に招かれて秋山和慶指揮、大阪フィルハーモニー交響楽団との共演でラヴェルの左手のための協奏曲を演奏して好評を博す。 
2019年に映像作品としてショート・ドキュメンタリー 「LEFT HAND」を発表した。

2023年ミラノとロンドンでリサイタル、ドイツのシュレスヴィッヒ・ホルスタイン交響楽団の定期演奏会でラヴェルの左手のための協奏曲を共演、K N Sより左手の作品を収録した初のCDアルバムを発表した。

## 主要受賞歴
| 年     | コンクール名                                                 | 開催国   | 開催都市     | 賞                           | 備考                |
| ------ | ------------------------------------------------------------ | -------- | ------------ | ---------------------------- | ------------------- |
| 2012年 | ピアナーレ・ピアノアカデミー                                 | ドイツ   | フルダ       | 第3位                        |                     |
| 2013年 | エリーゼ・マイヤーコンクール                                 | ドイツ   | ハンブルク   | 第3位                        |                     |
| 2013年 | 第5回仙台国際音楽コンクール                                  | 日本     | 仙台         | 聴衆賞                       |                     |
| 2017年 | ICoMピアノ・アワード                                         | ドイツ   | ハンブルク   | 第1位                        |                     |
| 2018年 | ビーゴ国際ピアノコンクール                                   | スペイン | ビーゴ       | 第3位                        |                     |
| 2019年 | リヴォルノ国際ピアノコンクール                               | イタリア | リヴォルノ   | 第1位                        | 2つの特別賞も受賞。 |
| 2019年 | マンハッタン国際音楽コンクールピアノ・プロフェッショナル部門 | アメリカ | マンハッタン | グランプリとマネージメント賞 |                     |
| 2020年 | マンハッタン国際音楽コンクールピアノ・ヴィルトゥオーゾ部門   | アメリカ | マンハッタン | ポゴレリッチ賞               |                     |